# Central Car Company
Central Car Company war ein US-amerikanischer Hersteller von Automobilen.

## Unternehmensgeschichte
Das Unternehmen hatte seinen Sitz in Connersville in Indiana. 1913 begann in Zusammenarbeit mit der Lexington Motor Company aus der gleichen Stadt die Produktion von Automobilen. Die Markteinführung fand im Dezember 1913 auf der New York Automobile Show statt. Der Markenname lautete Howard. Für den Vertrieb wurde die Howard Motor Car Company in Chicago gegründet. H. P. Tuttle und J. C. Moore waren die Konstrukteure. 1914 endete die Produktion.
Weitere US-amerikanische Hersteller von Personenkraftwagen der Marke Howard waren: Howard Automobile Company aus New Jersey, Howard Automobile Company aus New York, Howard Motor Works, Howard Automobile Company aus Michigan, A. Howard Company und Howard Motors Corporation.

## Fahrzeuge
Im Angebot stand nur ein Modell. Es hatte einen Sechszylindermotor von der Continental Motors Company. Er leistete 60 PS aus 6900 cm³ Hubraum. Das Fahrgestell hatte 335 cm Radstand. Aufbau war ein offener Tourenwagen mit fünf Sitzen. Der Neupreis betrug 2075 US-Dollar.